# ريتشارد غريني (شاعر)
ريتشارد غريني هو شاعر كندي، ولد في 17 يوليو 1961 في سانت جونز في كندا.